# Ephel Duath (gruppo musicale)
Gli Ephel Duath sono un gruppo avant-garde metal italiano formatosi a Padova nel 1998. La band unisce sonorità tipicamente heavy metal ad altre più tendenti al jazz e al progressive, abbandonando l'uso della forma canzone in favore di schemi e strutture più libere, complesse e articolate, il che ha fatto accostare la band prima al panorama avantgarde metal, in seguito al technical metal e alla musica d'avanguardia. Lo stile del gruppo unisce essenzialmente sonorità avant-garde metal/progressive metal al jazz fusion.

## Storia del gruppo
La band nasce nel 1998 ad opera di Giuliano Mogicato e Davide Tiso. I due registrano un demotape, Opera, e due anni dopo il primo album Phormula, con la produzione di Riccardo Pasini. In seguito Giuliano Mogicato lascia la band, a cui nel frattempo si aggregano diversi musicisti provenienti dai background musicali più vari: Davide Piovesan alla batteria, Fabio Fecchio al basso, Davide Tolomei e Luciano Lorusso George alle voci.
La band ottiene un contratto con la Earache records, che ristampa Phormula col nome di RePhormula, e realizza nel 2003 The Painter's Palette, album che porterà la band a farsi conoscere a livello europeo per la sua notevole abilità compositiva e tecnica.
Davide Tolomei lascia il gruppo, che comunque si impegna in svariati concerti; rientra poi in studio nel 2005 per comporre l'ultimo album, Pain Necessary to Know. Dopo le registrazioni anche Davide Piovesan lascia la band, salvo poi essere sostituito da Andrea Rabuini (ex-Infernal Poetry).
Proseguono numerosi cambi di formazione: alla fine del 2006 Andrea Rabuini, reclutato per le sole esecuzioni dal vivo, lascia la band e al suo posto subentra Sergio Ponti; nella primavera del 2007 il bassista Fabio Fecchio esce dalla band e gli Ephel Duath proseguono il loro cammino come un trio; nell'estate dello stesso anno Sergio Ponti lascia la band e riprende il suo posto Andrea Rabuini..
Per gennaio 2009 è prevista l'uscita del nuovo album, Through My Dog's Eyes, per la cui registrazione si è accomodato dietro le pelli Marco Minnemann.
Dopo la pubblicazione nel 2013 del disco Hemmed by Light, Shaped by Darkness, gli Ephel Duath si sciolgono il 5 dicembre 2014, a seguito di un comunicato rilasciato da Davide Tiso sulla pagina Facebook della band stessa.

## Formazione
- Davide Tiso - chitarra (1998 - 2014)
- Karyn Crisis - voce (2011 -  2014)
- Marco Minnemann - batteria (2008 - 2009, 2011 - 2014)

### Ex componenti
- Giuliano Mogicato - voce, chitarra, sintetizzatore, programmazione, (1998-2001)
- Davide Tolomei - voce (2003-2004)
- Davide Piovesan - batteria (2001-2005)
- Fabio Fecchio - basso (2003-2006)
- Sergio Ponti - batteria (2006-2007)
- Luciano Lorusso George - voce (2003 - 2008)
- Andrea Rabuini - batteria (2007 - 2009)
- Guillermo Gonzales - voce (2008-2009)

## Discografia
Album in studio
- 2000 - Phormula
- 2003 - Painter's Palette
- 2005 - Pain Necessary to Know
- 2009 - Through My Dog's Eyes
- 2012 - On Death and Cosmos
- 2013 - Hemmed by Light, Shaped by Darkness

Demo
- 1998 - Opera, demo

Altro
- 2002 - RePhormula
- 2007 - Pain Remixes the Known